# بول هانسن (لاعب كرة قدم)
بول هانسن (بالدنماركية: Poul Hansen)‏ هو لاعب كرة قدم ومدرب كرة قدم دنماركي، ولد في 4 ديسمبر 1953 في الدنمارك في مملكة الدنمارك. لعب مع نادي أودنسه.